# Championnat d'Europe féminin de volley-ball 1985
Navigation
RDA 1983 RFA 1987
Le 14e championnat d'Europe féminin de volley-ball a eu lieu à Arnhem, aux Pays-Bas, du 29 septembre au 6 octobre 1985.

## Équipes présentes
| - Pays-Bas (Organisateur) - Allemagne de l'Est (Vainqueur du Championnat d'Europe 1983) - URSS (2e au Championnat d'Europe 1983) - Hongrie (3e au Championnat d'Europe 1983) - Allemagne de l'Ouest - Bulgarie | - France - Grèce - Italie - Pologne - Roumanie - Tchécoslovaquie |

## Tour préliminaire

### Composition des groupes
| Poule A                                                            | Poule B                                                  | Poule C                                            |
| ------------------------------------------------------------------ | -------------------------------------------------------- | -------------------------------------------------- |
| Site : Beverwijk Allemagne de l'Est Bulgarie Grèce Tchécoslovaquie | Site : Enschede Allemagne de l'Ouest France Pologne URSS | Site : Leeuwarden Hongrie Italie Pays-Bas Roumanie |

### Poule A
| No | Équipe             | Points | Matches | Matches | Matches | Sets | Sets   | Sets  | Points | Points | Points |
| No | Équipe             | Points | joués   | gagnés  | perdus  | pour | contre | Ratio | pour   | contre | Ratio  |
| -- | ------------------ | ------ | ------- | ------- | ------- | ---- | ------ | ----- | ------ | ------ | ------ |
| 1  | Allemagne de l'Est | 6      | 3       | 3       | 0       | 9    | 2      | 4.500 | 164    | 93     | 1.763  |
| 2  | Tchécoslovaquie    | 5      | 3       | 2       | 1       | 7    | 4      | 1.750 | 143    | 115    | 1.243  |
| 3  | Bulgarie           | 4      | 3       | 1       | 2       | 5    | 6      | 0.833 | 130    | 132    | 0.985  |
| 4  | Grèce              | 3      | 3       | 0       | 3       | 0    | 9      | 0.000 | 38     | 135    | 0.281  |

### Poule B
| No | Équipe               | Points | Matches | Matches | Matches | Sets | Sets   | Sets  | Points | Points | Points |
| No | Équipe               | Points | joués   | gagnés  | perdus  | pour | contre | Ratio | pour   | contre | Ratio  |
| -- | -------------------- | ------ | ------- | ------- | ------- | ---- | ------ | ----- | ------ | ------ | ------ |
| 1  | Union soviétique     | 6      | 3       | 3       | 0       | 9    | 1      | 9.000 | 141    | 71     | 1.986  |
| 2  | Allemagne de l'Ouest | 5      | 3       | 2       | 1       | 6    | 5      | 1.200 | 125    | 135    | 0.926  |
| 3  | Pologne              | 4      | 3       | 1       | 2       | 5    | 6      | 0.833 | 118    | 135    | 0.874  |
| 4  | France               | 3      | 3       | 0       | 3       | 1    | 9      | 0.111 | 106    | 149    | 0.711  |

### Poule C
| No | Équipe   | Points | Matches | Matches | Matches | Sets | Sets   | Sets  | Points | Points | Points |
| No | Équipe   | Points | joués   | gagnés  | perdus  | pour | contre | Ratio | pour   | contre | Ratio  |
| -- | -------- | ------ | ------- | ------- | ------- | ---- | ------ | ----- | ------ | ------ | ------ |
| 1  | Pays-Bas | 5      | 3       | 2       | 1       | 6    | 3      | 2.000 | 123    | 103    | 1.194  |
| 2  | Italie   | 5      | 3       | 2       | 1       | 6    | 7      | 0.857 | 167    | 180    | 0.928  |
| 3  | Roumanie | 4      | 3       | 1       | 2       | 6    | 6      | 1.000 | 154    | 155    | 0.994  |
| 4  | Hongrie  | 4      | 3       | 1       | 2       | 5    | 7      | 0.714 | 149    | 155    | 0.961  |

## Phase finale

### Classement 7-12
| No | Équipe   | Points | Matches | Matches | Matches | Sets | Sets   | Sets  | Points | Points | Points |
| No | Équipe   | Points | joués   | gagnés  | perdus  | pour | contre | Ratio | pour   | contre | Ratio  |
| -- | -------- | ------ | ------- | ------- | ------- | ---- | ------ | ----- | ------ | ------ | ------ |
| 7  | Pologne  | 9      | 5       | 4       | 1       | 12   | 3      | 4.000 | 210    | 149    | 1.409  |
| 8  | France   | 9      | 5       | 4       | 1       | 12   | 6      | 2.000 | 244    | 174    | 1.402  |
| 9  | Hongrie  | 9      | 5       | 4       | 1       | 12   | 6      | 2.000 | 228    | 202    | 1.129  |
| 10 | Bulgarie | 7      | 5       | 2       | 3       | 9    | 10     | 0.900 | 248    | 212    | 1.170  |
| 11 | Roumanie | 6      | 5       | 1       | 4       | 7    | 12     | 0.583 | 183    | 232    | 0.789  |
| 12 | Grèce    | 5      | 5       | 0       | 5       | 0    | 15     | 0.000 | 81     | 225    | 0.360  |

### Classement 1-6
| No | Équipe               | Points | Matches | Matches | Matches | Sets | Sets   | Sets  | Points | Points | Points |
| No | Équipe               | Points | joués   | gagnés  | perdus  | pour | contre | Ratio | pour   | contre | Ratio  |
| -- | -------------------- | ------ | ------- | ------- | ------- | ---- | ------ | ----- | ------ | ------ | ------ |
| 1  | Union soviétique     | 10     | 5       | 5       | 0       | 15   | 2      | 7.500 | 247    | 146    | 1.692  |
| 2  | Allemagne de l'Est   | 9      | 5       | 4       | 1       | 12   | 5      | 2.400 | 236    | 168    | 1.405  |
| 3  | Pays-Bas             | 8      | 5       | 3       | 2       | 11   | 7      | 1.571 | 219    | 227    | 0.965  |
| 4  | Tchécoslovaquie      | 7      | 5       | 2       | 3       | 7    | 12     | 0.583 | 215    | 251    | 0.857  |
| 5  | Italie               | 6      | 5       | 1       | 4       | 4    | 13     | 0.308 | 173    | 240    | 0.721  |
| 6  | Allemagne de l'Ouest | 5      | 5       | 0       | 5       | 5    | 15     | 0.333 | 214    | 272    | 0.787  |

## Classement final
| Classement         | Pays                 |
| ------------------ | -------------------- |
| Médaille d'or      | URSS                 |
| Médaille d'argent  | Allemagne de l'Est   |
| Médaille de bronze | Pays-Bas             |
| 4e                 | Tchécoslovaquie      |
| 5e                 | Italie               |
| 6e                 | Allemagne de l'Ouest |
| 7e                 | Pologne              |
| 8e                 | France               |
| 9e                 | Hongrie              |
| 10e                | Bulgarie             |
| 11e                | Roumanie             |
| 12e                | Grèce                |